# Ампанг Джая
Ампанг Джая е град в Западна Малайзия. Населението му е 721 411 жители (2009 г.), 5-и по население град в Малайзия. Площта му е 143,5 кв. км. Получава статут на община на 1 юли 1992 г. Намира се в часова зона UTC+8.